# Бейрут, Элсон
Элсон Ясежи Бейрут (порт.-браз. Elson Iazegi Beyruth/Beiruth; 20 октября 1941, Сан-Жуан-да-Барра — 15 августа 2012, Сантьяго), иногда называемый Бейруте (порт.-браз. Beirute) или Бейрутти (порт.-браз. Beirutti) — бразильский футболист, нападающий.

## Карьера
Элсон Бейрут начал карьеру в клубе «Флуминенсе» из родного города Сан-Жуан-да-Барра. В январе 1958 года он перешёл во «Фламенго», где выступал за молодёжный состав команды. В 1960 году Берут был переведён во второй состав команды, а 17 июня дебютировал за основу клуба в матче турнира начала против «Бангу», где забил единственный во встрече мяч. После этого он сыграл ещ три матча за клуб, все — в товарищеских играх, полностью проиграв конкуренцию со стороны Энрике Фраде. Несмотря на то, что футболист почти не выходил на поле, его заработная плата за этот период выросла с 6 тысяч до 10 тысяч крузейро в месяц. В 1961 году он перешёл в клуб «Коринтианс». 16 августа он впервые сыграл за новую команду в матче с «Сантосом», в котором его клуб проиграл со счётом 1:5. 26 августа нападающий забил первый гол за «Коринтианс», поразив ворота «Комерсиала» (2:3). В том же сезоне Бейрут помог команде выиграть Кубок штата Сан-Паулу. 1 июля 1962 года футболист провёл последний матч за «Коринтианс» против сборной муниципалитета Ларанжал-Паулиста (6:0). Всего за клуб он сыграл в 22 матчах и забил 4 гола. После этого Бейрут перешёл, на правах аренды в клуб «Гуаратингета». В 1964 году форвард возвратился во «Фламенго», где сыграл ещё одну встречу против «Васко да Гамы» (1:0). Всего за эту команду он вышел на поле в пяти матчах и забил один гол.
24 марта 1965 года Бейрут перешёл в чилийский клуб «Коло-Коло», искавший замену ушедшему нападающему Луису Альваресу. В своей дебютной игре 4 апреля против «Аудакс Итальяно» (3:1) футболист забил гол, а всего в сезоне забил 15 голов, став лучшим бомбардиром команды. 8 декабря Бейрут играл в матче со сборной СССР (3:1), в котором заработал пенальти и поучаствовал в третьем голе своей команды. В следующем сезоне он забил 14 мячей, вновь став лучшим снайпером «Коло-Коло». Первоначально Элсон подписал контракт на два года, но затем продлил его на длительный срок. Он остался в команде даже после 1968 года, когда «Коло-Коло» испытывал острый финансовый кризис. В 1970 году бразилец помог команде выиграть чемпионат Чили. При этом Бейрут 27 января 1971 года забил победный мяч в финальной игре с «Унион Эспаньолой» (2:1) на 20 минуте дополнительного времени. В том же году он был признан лучшим футболистом в стране. Он был настолько популярен, что он даже снялся в телевизионной рекламе лезвий для бритвы. В 1972 году Бейрут выиграл свой второй титул чемпиона страны. Годом позже он провёл несколько матчей на Кубок Либертадорес, в розыгрыше которого команда дошла до финала. Нападающий играл за «Коло-Коло» до 1972 года, проведя в составе команды 237 матчей и забив 110 голов, по другим данным 242 матча и 111 мячей. В середине 1973 года Бейрут перешёл в «Магальянес», затем в 1974 году играл за клуб «Депортес Антофагаста» и завершил карьеру в «Сантьяго Морнинг». После этого он возвратился в «Коло-Коло», тренируя молодёжные составы клуба. В возрасте 70 лет Элсон скончался от последствий диабета.

## Статистика

### Клубная
| Сезон | Клуб                 | Лига          | Чемпионат | Чемпионат | Прочие | Прочие |
| Сезон | Клуб                 | Лига          | Игры      | Голы      | Игры   | Голы   |
| ----- | -------------------- | ------------- | --------- | --------- | ------ | ------ |
| 1960  | Фламенго             | Лига Кариока  | 0         | 0         | 1      | 1      |
| 1961  | Фламенго             | Лига Кариока  | 0         | 0         | 0      | 0      |
| 1961  | Коринтианс           | Лига Паулиста | 16        | 4         | 0      | 0      |
| 1962  | Коринтианс           | Лига Паулиста | 0         | 0         | 1      | 0      |
| 1962  | Гуаратингета         | Лига Паулиста | ?         | ?         | ?      | ?      |
| 1963  | Гуаратингета         | Лига Паулиста | ?         | ?         | ?      | ?      |
| 1964  | Фламенго             | Лига Кариока  | 1         | 0         | 0      | 0      |
| 1965  | Коло-Коло            | Примера       | 28        | 15        | 0      | 0      |
| 1966  | Коло-Коло            | Примера       | 27        | 14        | 0      | 0      |
| 1967  | Коло-Коло            | Примера       | 31        | 16        | 18     | 7      |
| 1968  | Коло-Коло            | Примера       | 35        | 17        | 0      | 0      |
| 1969  | Коло-Коло            | Примера       | 34        | 10        | 0      | 0      |
| 1970  | Коло-Коло            | Примера       | 34        | 18        | 0      | 0      |
| 1971  | Коло-Коло            | Примера       | 25        | 9         | 4      | 1      |
| 1972  | Коло-Коло            | Примера       | 28        | 12        | 0      | 0      |
| 1973  | Коло-Коло            | Примера       | 0         | 0         | 8      | 0      |
| 1973  | Магальянес           | Примера       | 25        | 7         | ?      | ?      |
| 1974  | Магальянес           | Примера       | 0         | 0         | ?      | ?      |
| 1974  | Депортес Антофагаста | Примера       | 14        | 2         | ?      | ?      |
| 1975  | Сантьяго Морнинг     | Примера       | 10        | 0         | ?      | ?      |

### Международная
| Матчи Бейрута за олимпийскую сборную Бразилии | Матчи Бейрута за олимпийскую сборную Бразилии | Матчи Бейрута за олимпийскую сборную Бразилии | Матчи Бейрута за олимпийскую сборную Бразилии | Матчи Бейрута за олимпийскую сборную Бразилии | Матчи Бейрута за олимпийскую сборную Бразилии | Матчи Бейрута за олимпийскую сборную Бразилии |
| --------------------------------------------- | --------------------------------------------- | --------------------------------------------- | --------------------------------------------- | --------------------------------------------- | --------------------------------------------- | --------------------------------------------- |
| №                                             | Дата                                          | Место проведения                              | Оппонент                                      | Счёт                                          | Голы                                          | Турнир                                        |
| 1                                             | 29 августа 1959                               | Чикаго                                        | Коста-Рика (олимп.)                           | 4:2                                           | 1                                             | Панамериканские игры                          |
| 2                                             | 30 августа 1959                               | Чикаго                                        | Куба (олимп.)                                 | 4:0                                           | 1                                             | Панамериканские игры                          |
| 3                                             | 31 августа 1959                               | Чикаго                                        | США (олимп.)                                  | 3:5                                           | —                                             | Панамериканские игры                          |
| 4                                             | 2 сентября 1959                               | Чикаго                                        | Гаити (олимп.)                                | 9:1                                           | —                                             | Панамериканские игры                          |
| 5                                             | 3 сентября 1959                               | Чикаго                                        | Мексика (олимп.)                              | 6:2                                           | —                                             | Панамериканские игры                          |
| 6                                             | 5 сентября 1959                               | Чикаго                                        | Аргентина (олимп.)                            | 1:1                                           | —                                             | Панамериканские игры                          |

## Достижения

### Командные
- Чемпион Чили: 1970, 1972

### Личные
- Футболист года в Чили: 1971